# Часовня Святой Анастасии у Ольгинского моста
Часо́вня Свято́й Анастаси́и  (Анастаси́евская часо́вня)  — памятник архитектуры и монументальной живописи 1911 г. работы архитектора Алексея Щусева с сохранившимися росписями Григория Чирикова по эскизам Николая Рериха, расположенный в районе Завеличья города Пскова на левом берегу реки Великой, рядом с Ольгинским мостом (мост Советской Армии). Часовне присвоен статус объекта культурного наследия народов Российской Федерации федерального значения.
Анастасиевская часовня — единственный дошедший до нас памятник, где сохранился весь ансамбль росписей Н. К. Рериха, включая Спаса Нерукотворного, Святого Николая, Богоматери — «Царицы-Небесной» и Святого Духа.
Входит в состав Псковского музея-заповедника.

## История появления
История появления Анастасиевской часовни на этом месте уходит в начало XVIII века, в 1710 год, когда в Псков со стороны Прибалтики приходит страшное моровое поветрие, унёсшее множество жизней.
Следуя древнему обычаю, чтобы «запереть» город от повальной эпидемии, псковичи в один день в начале Рижской трассы ставят деревянную часовню и освящают её во имя Святой Анастасии, которая почиталась на Руси как покровительница всех страдающих («…1710 Моровая язва, занесенная из Риги. Пожар во всем городе…Постройка во время мора часовни преподобной Анастасии» ).
Позднее на месте деревянной часовни поставили каменную, четверик которой завершался четырёхскатной кровлей и шпильком. О ней упоминается в рукописи Годовикова: «Св. Преподобныя Мученицы Анастасии Римляныни, каменная часовня на Завеличье существует противу Великорецкого моста. 1710 г. — основана по обещанию псковичей во время мора 1 сентября».
Приписана часовня была к Успенской Пароменской церкви, и простояла она две сотни лет.

## Строительство новой
В 1911 году на месте переправы (понтонного моста) через реку Великую, соединявшей район Завеличья с центром города Пскова, строится первый постоянный двухарочный мост, названный в честь великой княгини Ольгинским, который из-за высокой земляной насыпи оказался почти над часовней.
С целью сохранения памятного храма с согласия духовенства над часовней 1710 г. возвели надстройку высотой в десять метров до уровня земляной насыпи и сверху, как на фундамент, поставили новую часовню с тем же наименованием.
Закладка часовни, проект которой выполнен академиком архитектуры А. В. Щусевым, состоялась на юго-западном краю моста 5 августа 1911 года. Она была построена из псковской лещадной известняковой плиты в сочетании с кирпичом и украшена, по замыслу А. В. Щусева, тонким кружевом декора («бегунца и поребрика»), традиционного для псковской архитектуры. 30 октября 1911 г. был освящён Ольгинский мост и, возможно, вместе с ним часовня.
Роспись часовни, в которой прослеживается тема заступничества от любых опасностей, была выполнена в 1913 году иконописцем-реставратором Г. О. Чириковым по эскизам великого художника Н. К. Рериха. Расписаны в часовне только три стены и свод. На стене напротив двери живописи нет, поскольку там находился утраченный ныне аналой с иконами. Над входом часовни — ангелы с Нерукотворным Спасом, по бокам от входа — коленопреклоненные святые князья, небесные покровители Пскова, Всеволод-Гавриил и Довмонт-Тимофей, изображённые на фоне образов Троицкого собора. В люнетах над окнами часовни распростёрли своё заступничество над городом Богородица и Святой Николай, на своде потолка — небо с луной, солнцем, звёздами и символическим изображением Святого Духа в виде стилизованного голубя, от которого отходят лучи света с огненными херувимами. По углам часовни изображены «Ангелы ветров» с развевающимися прапорами, защищая мир от «ветров земных» — поветрий и моров, войн и стихийных бедствий.
Часовня пережила тяжёлые испытания после революции 1917 года, уцелела и во время Великой Отечественной войны. Однако, используя часовню в разные годы в качестве кассы кинотеатра, газетного киоска, керосиновой лавки, у неё разрушили купол и барабан, а также заштукатурили и забелили фрески.

## Возрождение
В 1969-1970 годах при реконструкции Ольгинского моста часовню, не имеющую статуса памятника, планировалось снести «как не представляющую никакой исторической и художественной ценности». Вступились за неё псковские архитекторы, которые доказали значимость памятника. Сравнение уникальной монументальной живописи, открытой путём пробной расчистки внутренних стен, с эскизами Николая Рериха, обнаруженными в запасниках Русского музея, подтвердило его авторство росписей часовни и она получила охранный статус.
Часовню бережно перенесли к береговому устою моста, для чего конструкция весом более 50-ти тонн была распилена по горизонтали на две части и в специально изготовленных «металлических корзинах» спущена под мост на длину выноса стрелы крана.
В 1971—1972 гг. во время проведения реставрационных работ были восстановлены барабан и главка с крестом, немного изменившие первоначальный облик часовни, затем окончательно расчищены и укреплены росписи.
В 1974 году Анастасиевской часовне постановлением Совета Министров РСФСР присвоен статус памятника федерального значения. Здание памятника использовалось Псковским музеем-заповедником как объект музейного хранения и показа.

## Сохранение
С тех пор средства на реставрацию памятника больше не выделялись. Время и неблагоприятные окружающие условия неумолимо его разрушают. Влага и перепады температур в неотапливаемой часовне приводят к образованию на стенах плесени и к осыпанию уникальных настенных росписей.
В марте 2020 год министру культуры РФ было направлено письмо более трёхсот представителей общественных организаций из девяти стран мира с просьбой о помощи в сохранении Анастасиевской часовни и выделении средств для спасения её уникальных росписей. Благотворительный Фонд имени Е. И. Рерих накануне 85-летия Пакта Рериха объявил общенациональную программу по сбору средств на воссоздание первоначального облика Анастасиевской часовни.
В феврале 2021 года на заседании Научно-методического совета комитета по охране объектов культурного наследия Псковской области одобрена концепция переноса часовни, продиктованная и неудачным местом её расположения, и предстоящим капитальным ремонтом моста. Планируется в 2022 году осуществить перенос федерального памятника на территорию Псковского государственного университета, установив на подготовленный трёхметровый постамент, провести реставрацию здания и живописи.

## Галерея

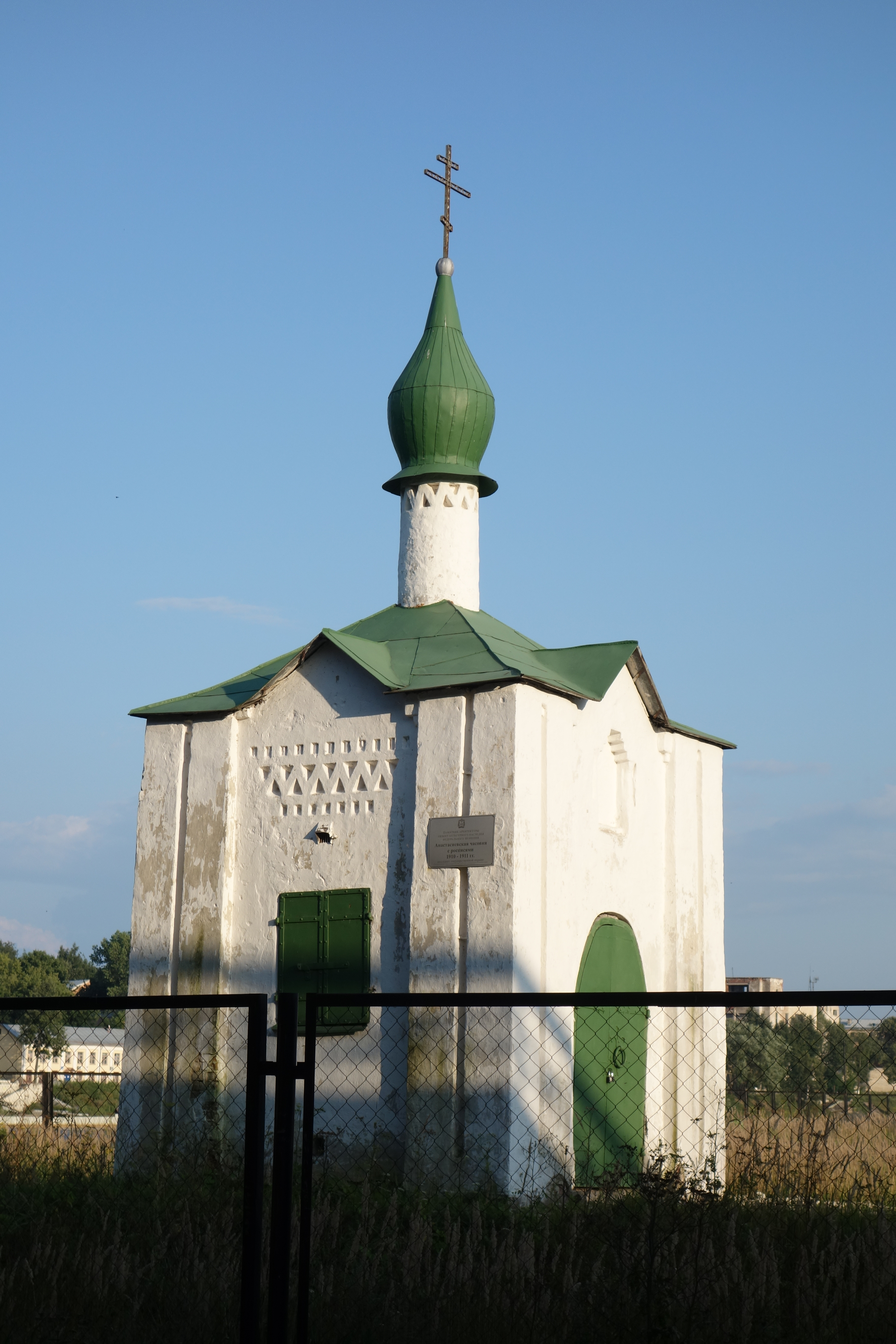
Часовня Святой Анастасии. 2013 г.
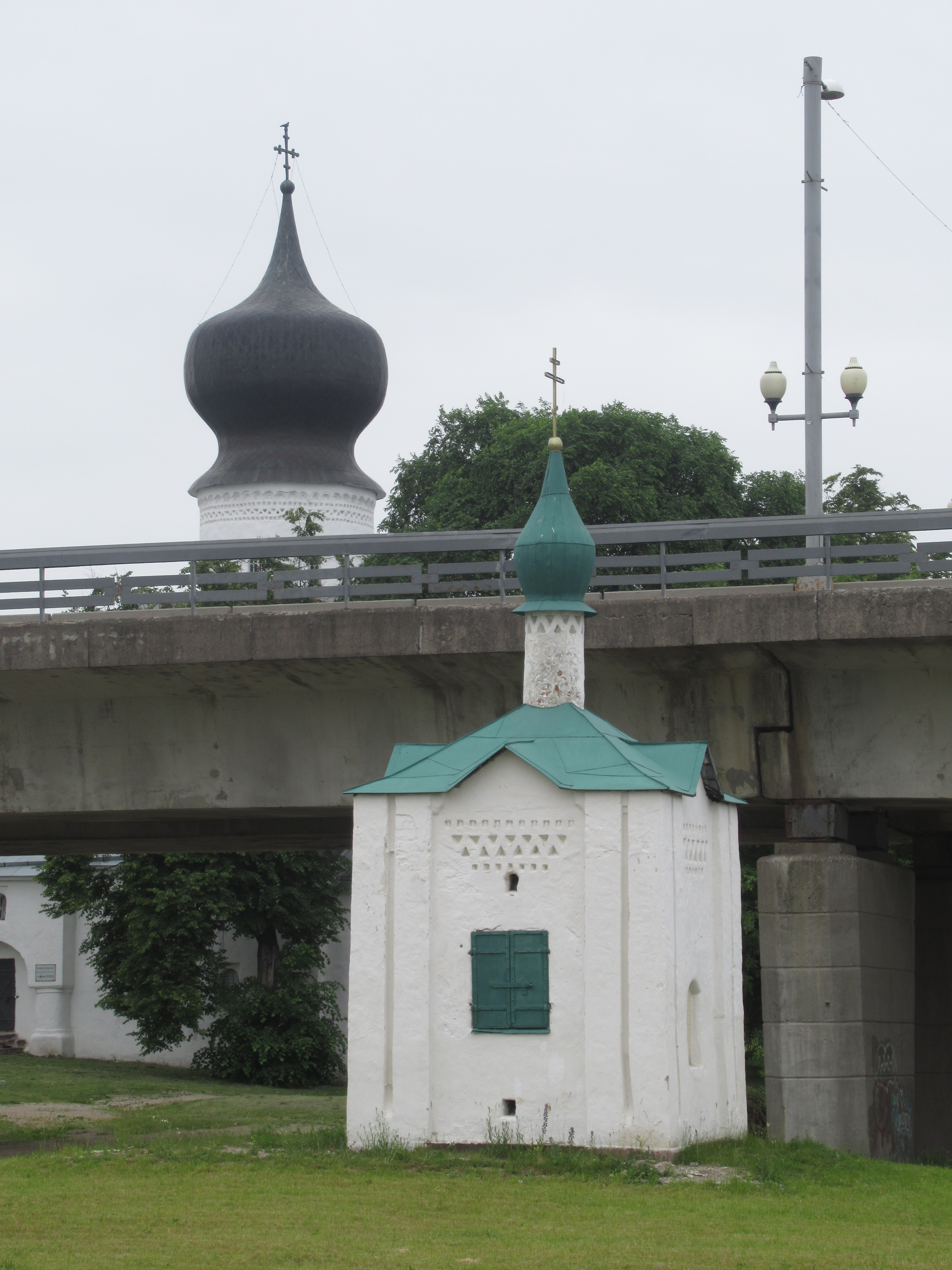
Часовня Святой Анастасии и Ольгинский мост
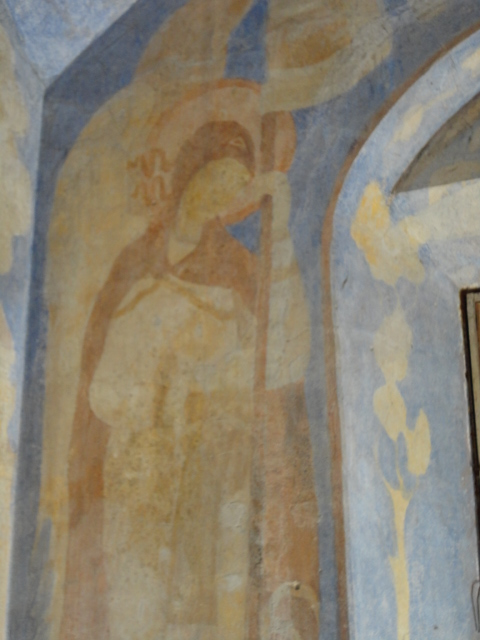
Фрагмент росписи Анастасиевской часовни. 2012 г.
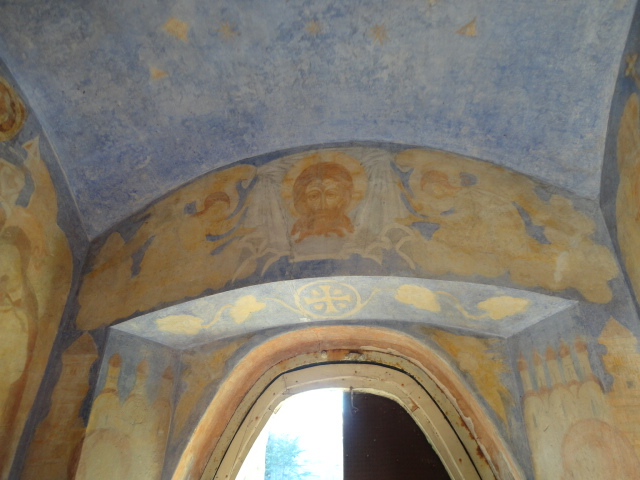
Фрагмент росписи Анастасиевской часовни. 2012 г.
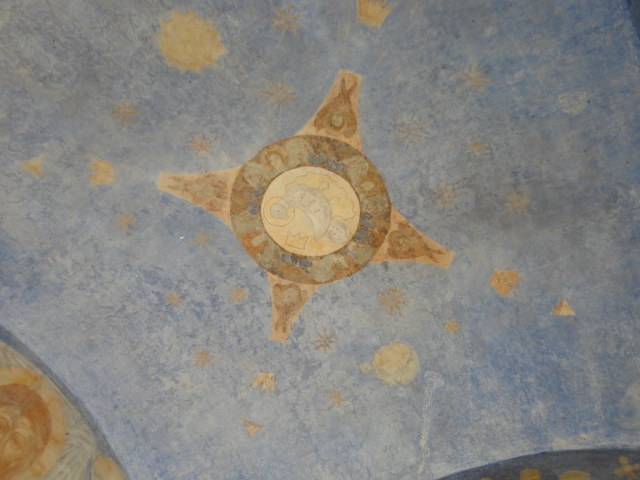
Фрагмент верхней росписи Анастасиевской часовни. 2012 г.